# 1993년 세계 박람회

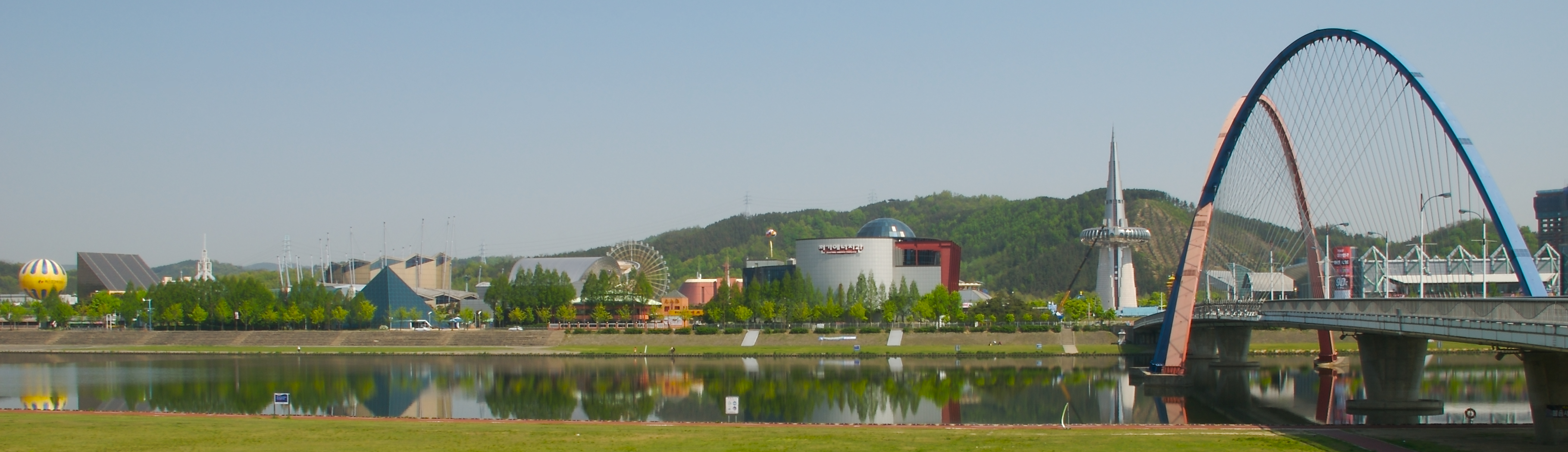
엑스포 과학 공원에서 이어지는 다리

1993년 세계 박람회 또는 대전 세계 박람회(大田世界博覽會)는 1993년 8월 7일부터 11월 7일까지 93일간 대한민국 대전광역시 대덕연구단지 일대에서 열린 세계 박람회로, 약칭 대전 엑스포(영어: Taejŏn Expo '93)라고도 한다. 대한민국에서 최초로 국제박람회기구의 공인을 받아 개최한 엑스포이며, 주제는 ‘새로운 도약에의 길’, 부제는 ‘전통기술과 현대과학의 조화’와 ‘자원의 효율적 이용과 재활용’이었다. 태극을 변형한 엠블럼하고 마스코트 ‘꿈돌이’가 상징이었다.
이후 한꿈이는 대전광역시의 공식 마스코트가 되었고, 꿈돌이하고 한빛탑은 과학도시 대전을 상징하게 되었다.
세계 108개 국가와 33개 국제기구, 대한민국의 200여 개 기업이 참가했고, 국내외 1450만 명이 관람했다. 정부는 박람회를 위해 총 1조7180억원의 재원을 투자했다. 대전엑스포 직접 관련 사업인 회장 건설 등에 4000억원을 투자한 것 외에도 정부는 기반시설 확충 사업에 2000억원, 고속도로 확장 등 주변 여건 조성 사업에 7000억원을 쏟아부었다. 국내외 전시 참가자들도 전시관 건설에 모두 3000억원을 투자했다.
이 행사에서 대한민국은 과학기술, 경제, 문화, 환경, 지역 발전 등 여러 분야에서 긍정적인 성과를 거둔 것으로 평가됐다. 산업연구원에 따르면 대전엑스포를 통해 생산 유발액 3조643억원, 소득 유발액 1조2500억원, 고용창출 효과 21만2000명 등 경제적 효과를 거둔 것으로 평가했다. 또 수입 유발액은 4455억원으로, 국제 수지 개선에도 큰 영향을 미쳤다. 대전은 새로운 수요 창출과 도시 기반 정비, 시민의식 향상 등 눈에 보이는 변화와 함께 과학기술 분야의 성장 잠재력을 갖춘 도시로 거듭나게 됐다.
박람회가 끝난 이후 박람회 시설은 엑스포과학공원이라는 이름으로 새로 개장했다가 2015년에 폐쇄된  후 대전 사이언스 콤플렉스가 들어섰다. 2013년 8월에는 대전엑스포 20주년을 기념하는 행사가 2013 대전사이언스페스티벌과 함께 대전엑스포과학공원, 대전컨벤션센터 일원에서 개최되었다.

## 개최
대한민국은 제24회 하계 올림픽을 개최한 1988년 말에 박람회 준비를 시작했고, 1989년에 노태우 대통령이 개최 의지를 공식적으로 발표했다. 국제 박람회 기구의 공인을 받기 위한 교섭 활동도 이때부터 시작되었다. 그러나 개최 신청 기간(5년)이 촉박하고, 비용 문제 때문에 국제 사회의 여론도 부정적이어서 1992년부터 1995년까지는 세계 박람회를 개최하지 말자는 말도 있었다. 대한민국 법률 자문들의 의견도 비관적이었다.
대한민국은 부유한 선진국 위주의 축제였던 세계 박람회에 이제는 개발도상국의 참여도 이끌어 내야 한다는 점을 일깨우고, 대한민국이 당시 경제 협력 개발 기구에 가입하기 위해 교섭하고 있었던 점을 내세워 선진국과 개도국을 잇는 가교 역할을 할 수 있다고 주장하는 방식으로 국제 박람회 기구의 긍정적인 반응을 얻었다. 박람회의 주제로 채택된 ‘새로운 도약에의 길’(The Challenge of a New Road to Development) 역시 이를 염두에 둔 것이다. 마침내 1989년 12월에 열린 제106차 국제 박람회 기구 총회에서 대한민국에 조사단을 파견하기로 결정하고, 조사단의 보고서를 토대로 1990년 8월 총회에서 대전 세계박람회를 공인한다는 결정이 만장일치로 내려졌다.
당시 급속한 산업화가 이루어진 대한민국은 전통 문화가 상당 부분 파괴되고 지역간·계층간의 불균형이 심화되었으며 환경이 오염되는 등 축차적으로 발생하는 문제들에 직면해 있었다. 선진국과 개발도상국의 조화로운 발전을 강조하는 대전 세계박람회는 자연스럽게 전통 기술과 현대 과학의 조화, 자연과 인간의 조화 등도 목표로 삼게 되었다. 그래서 부제로 ‘전통기술과 현대과학의 조화’와 ‘자원의 효율적 이용과 재활용’이 채택되었다.

## 의의
1993년 대전에서 열린 세계 박람회(EXPO)는 엑스포 역사상 최초로 개발도상국에서 개최됐다는 점에서 의의가 크다. 1928년 국제박람회기구 협약이 맺어진 후 선진국 대열에 끼지 못한 국가가 엑스포를 주최하거나 이런 나라에서 개최된 공인 엑스포는 전무했다. 그동안 개최국의 개최 빈도 수로 보면 선진국 주도의 역사였다. 국가별로 보면 독일, 미국, 영국, 프랑스, 일본 등 첨단 과학기술이 앞선 유럽 및 미주 국가들이었다. 프랑스와 일본은 각각 7회와 3회씩 엑스포를 치르며 엑스포를 자국 발전에 적극 이용했다. 반면에 개발도상국은 엑스포에서 보조적인 참가국으로서 위상을 벗어나지 못했다. 당시 국제박람회기구 총회에서 개도국들이 앞장서 대전엑스포 개최 공인에 적극적인 지원을 보냈던 것도 이러한 현실을 반영한 것이다. 한국 엑스포를 통해 개도국의 자긍심과 개발 의지를 북돋우고, 다른 개도국들의 엑스포 개최를 기대할 수 있는 토대를 만들었다. 실제로 대전엑스포에는 중남미, 중동, 아프리카 등 개도국이 대거 참가해 엑스포의 새로운 흐름을 형성했고, 개도국 전반을 엑스포 주체로 부상시키는 계기가 됐다.
대전 세계박람회는 대규모 종합 박람회와 달리 중규모 전문 박람회 성격인 인정 엑스포를 시험적으로 개최해 성공시켰다는 점에서 또 다른 의의를 가진다. 전시 기간과 전시 면적을 제한해 참가국들의 비용을 절감하고, 국력 과시보다는 창의성에 중점을 두는 형태의 엑스포를 시도해 호응을 받았다. 당시 테드 앨런 국제박람회기구 의장은 “인정 엑스포 형태는 한국이 시험적으로 개최하게 돼 위험 부담을 안고 있었지만, 한국은 엑스포를 성공적으로 개최해 경제 발전 정도가 유사한 국가들 대역에서 앞서나가고 있음을 보여주게 됐다. 한국은 똑같은 방법으로 발전하기를 희망하는 다른 국가들에 모델을 제시해줄 수 있게 됐다”고 평가했다. 엑스포를 찾는 외국 바이어 및 업계 인사들에게 수출 대한민국의 미래상을 제시함으로써 수출을 증대시키는 한편 첨단 산업의 발전을 촉진해 기업의 생산성을 높이고 경제발전의 단계를 높이는 계기가 됐다.
대전엑스포는 세계 박람회 사상 가장 뛰어난 정보화 엑스포로 평가 받았다. 당시 행사장은 첨단 과학행사에 걸맞게 회장 운영, 전시관 및 행사 안내, 교통 숙박 정보, 입장 관리, 교통 상황 등 엑스포 주요 상황을 손바닥 들여다보듯 파악할 수 있는 컴퓨터 시스템이 구축됐다. 조직위원회는 엑스포 전 기간에 걸쳐 이러한 첨단 시스템을 활용해 전시관 예약, 안내에서부터 미아 찾기에 이르기까지 참가자와 관람객들에게 다양한 정보를 제공했다. 엑스포 전산 시스템 `모아드림`은 엑스포의 신경망 역할을 담당했다. 이에 힘입어 대전엑스포는 상황관리 전산 시스템과 유선 텔레비전을 설치해 혼잡한 상황에서도 신속하고 정확하게 위기 관리를 할 수 있었다.
대전 세계박람회는 과학기술 대중화에도 크게 기여했다. 다양한 체험 전시관을 통해 국민에게 과학기술의 중요성을 일깨우고 머지 않아 실용화될 첨단 기술 제품을 미리 경험할 수 있도록 했다. 단지 전시물을 눈으로 보는 것만이 아니라 직접 기기를 다루거나 실습함으로써 원리와 작동법을 이해하게 하고, 컴퓨터가 만든 가상 현실 시스템을 직접 시험할 수 있도록 함으로써 최첨단 과학교육의 장으로 거듭났다. 소음과 공해가 없고 교통 문제를 해결할 수 있는 첨단 미래 교통수단인 자기부상열차, 전기 자동차, 태양전지 자동차, 태양전지 거북선 등은 우리 자체 과학기술로 개발해 관람객들에게 차세대 교통수단의 청사진을 제시했다.
엑스포가 서울이 아닌 대전에서 열렸다는 사실 자체도 의미가 있다. 첨단 과학기술, 신 에너지 개발, 환경보존 기술 등 21세기를 주도할 내용으로 구성된 엑스포를 대전에서 개최함으로써 기존 서울 중심 발전 구조에서 지방 분산 발전의 계기가 됐다. 대전엑스포를 통해 대전은 최소한 10년 정도 지역 발전을 앞당기게 된 것으로 평가되고 있다. 도로 개설 및 확·포장 사업과 상하수도 시설, 하천 정비 등 도시 기반시설이 크게 확충됐고, 시가지 노화 사업을 포함한 생활환경 정비 사업도 대폭 이뤄졌다. 대전시 연평균 지역 개발비가 1500억원인 데 비해 그 10배가 넘는 돈이 대전엑스포를 전후해 3년간 집중 투입됐다. 그 결과 도로 등 도시 기반 시설이 대폭 확대됐고, 도시 환경은 전면 정비됐으며 국제적인 행사를 치름으로써 시민 의식도 한 차원 높아졌다.

## 마스코트 캐릭터
대전 세계 박람회의 마스코트는 외계인을 도안으로 한 꿈돌이이다.

## 주요 전시관
대전 세계 박람회의 전시관은 크게 상설전시구역과 국제전시구역으로 나뉘었다. 상설전시구역의 전시관은 대한민국 국내 기업에 의해 건립되어 박람회 폐막 후에도 과학교육의 장으로 이용될 영구적인 시설물로 계획되었으며, 국제전시구역의 전시관은 박람회 폐막 이후 철거되고 그 부지는 컨벤션센터 등으로 이용될 계획이었다.
- 정보통신관 (철거, 부지에는 야영장이 위치해있다.)
- 자동차관 (철거, 부지에는 대전교통문화센터가 위치해있다.)
- 자원활용관 (현 에너지관, 전기에너지관 건물로 전시관 이전 준비로 운영 잠정 중단.)철거
- 자기부상열차관(철거)
- 이매지네이션관(현 돔영상관, 철거)
- 테크노피아관(현 시뮬레이션관, 철거)
- 정부관 (현 첨단과학관)
- 번영관 (대전무역전시관으로 개축)
- 한빛탑(영구 보존)
- 꿈돌이동산 (현 꿈돌이랜드, 철거)
- 전기에너지관 (운영 중단)
- 소재관(현 과학문화체험관, 철거)
- 대전관, 재활용온실(철거, 부지에는 대전교통문화센터가 위치해있다.)
- 도약관, 롯데 환타지월드관, 미래항공관, 시도관, 우주탐험관, 인간과 과학관, 자연생명관,  재생조형관, 조폐문화관,  주거환경관, 지구관, 한국 IBM관, 한국후지쯔관(철거)

## 문제점
개최 기간 동안 아무 사고 없이 성공적으로 치러졌지만 상세한 면에서는 숱한 문제점이 드러나기도 했다.
- 개최 1일만에 태풍 로빈의 영향과 대전하고 충남 등에 내려졌던 폭우로 인해 엑스포 전시관과 사무실 일부가 침수되는 피해를 입기도 했다.
- 전시장 곳곳마다 침수사태가 벌어져 관람객들이 침수 피해를 입는 소동이 벌어지기도 했다.
- 당시 엑스포 회장 안을 운행하던 모노레일(현재 철거)이 도중에 고장사태로 운행이 중단되어 관람객들이 고립되는 사고도 벌어졌다.
- 박람회장 내에서 하루에 발생하는 쓰레기의 양도 장난이 아니었다(하루 평균 50~70톤, 그보다 더 많을 때는 하루 100톤 이상 나온 적도 있었음).[3]
- 이후에 엑스포 도우미 및 자원봉사자들이 집단 식중독에 걸리는 바람에 회장 공백사태가 우려되기도 했다.
- 엑스포 회장 내 전산시스템 오작동.
- 잦은 미아 발생으로 인하여 미아보호소도 연일 북새통을 이루었다.
- 관람객들 수에 비해 턱없이 부족한 편의시설 등도 관람객들의 실망감을 자아냈다.
- 심지어 국제관 중 콜롬비아하고 루마니아관 등은 개장 이후에도 공사가 계속되었다가 뒤늦게 개관하는 등 준비가 미흡했다는 지적을 받았다.
- 독일관에서는 한 독일인이 독일관 관장하고 일부 관람객 & 도우미를 인질삼아 인질극을 벌이기도 하는 등 비상사태가 발생하기도 했다[4].

관람객들의 인기 전시관 편견 및 편향 문제도 제기되어 특히 인기 전시관의 경우 암표상의 극성 및 잦은 사고에 고장 등으로 일부 전시관이 임시휴장을 하거나 도중에 중단을 하는 등 소동이 끊이지 않기도 하여 인기관과 비인기관의 불균형적인 현상은 엑스포의 오점을 남기기도 했다.
또 당시 일부 관람객들의 지나친 무질서에 얌체 관람 등도 문제거리로 제기되어 엑스포 분위기를 찌푸리게 했다는 평을 받기도 했으며 주차상에 있어서도 한때 영수증 발급 등이 되지 않는다는 이유로 주차장에 주차를 할 수 없도록 조치하였다가 오히려 관람객들의 잦은 원성과 항의를 받은 끝에 결국 현금 징수로 급변경한 끝에 주차를 할 수 있었다.

## 기타
- 1993년에 열린 대전 세계박람회는 미국 시카고에서 열린 1893년 만국 박람회에서 한국이 조선 왕조라는 이름으로 세계 박람회에 처음 참가한 지 100주년을 맞이하는 해에 열린 엑스포이기도 하다.
- 대전 세계 박람회 기간 중 대전조차장역 구내에 엑스포역이라는 임시승강장을 설치하여 여객을 취급했다.
- 배우 채시라가 세계 박람회 명예 도우미로서 활동했다.
- 1993년 9월 14일 ~ 16일까지 프랑스의 대통령으로서는 처음으로 한국을 방문한 프랑수아 미테랑 대통령이 대전 엑스포에 참관하였다.[5] 헝가리의 전 대통령 괸츠 아르파드가 1993년 11월 비공식 방한하여 "헝가리의 날" 행사에 참석하였다.[6]:149

## 유산
대전 엑스포를 준비하면서 한빛탑 서쪽의 국내전시구역에 설치된 상설 전시관들은 엑스포 과학공원으로서 영구적으로 기능하도록 계획되었고, 한빛탑 동쪽의 국제전시구역에 설치된 전시관들은 철거 후 그 부지를 다른 용도로 사용하기로 계획되었다. 이러한 계획에 따라 엑스포 폐막 후 대교그룹이 대주주인 (주)엑스피아월드가 중앙정부 산하의 엑스포기념재단으로부터 국내전시구역 부지 및 시설에 대한 운영권을 넘겨받아 엑스포 과학공원은 엑스피아월드라는 이름으로 1994년 8월 재개장하였다.
그러나 매년 격감하는 방문객수로 인한 극심한 경영난으로 엑스포기념재단과 (주)엑스피아월드는 갈등을 겪게 되었고, 1997년 11월 엑스포기념재단은 (주)엑스피아월드에 계약해지를 통고하였고 이에 (주)엑스피아월드 역시 계약해지를 통보하여, 대전광역시가 부지 및 시설의 소유권 및 운영권을 엑스포 기념재단으로부터 이전받고 지방공사 엑스포과학공원을 설립하여 엑스포 과학공원을 운영하게 되었다. 지방공사화 된 이후에도 경영난은 계속되어 2008년 중앙정부는 지방공사 엑스포과학공원에 대한 청산 명령을 내렸고, 이에 따라 2011년 기준으로 대전광역시는 지방공사 엑스포과학공원을 해산하고, 해산될 지방공사의 기능을 흡수할 대전마케팅공사가 11월 출범하여 현재 엑스포과학공원을 운영했으나 현재는 중단되었다.
한편, 동쪽의 국제전시구역은 개발이 지지부진하다가 2006년 이후 대전광역시와 기업의 컨소시엄으로 주상복합건물이 들어선 상태이며, 대전MBC가 신축 이전하였다.

## 같이 보기
- 대전엑스포기념관
- 엑스포과학공원
- 대전 사이언스 콤플렉스

## 관련 문헌
- 《대전세계박람회 공식보고서 - 제1권 개최준비 및 운영편》. 대전세계박람회조직위원회. 1993.
- 《대전세계박람회 공식보고서 - 제2권 개최현장 및 결과편》. 대전세계박람회조직위원회. 1993.
- 《대전엑스포 '93 건축기념집》. 대전세계박람회조직위원회. 1993.